# Catedral de Tsalendjikha
La catedral de Tsalendjikha, o catedral de Crist Salvador a Tsalendjikha (en georgià: წალენჯიხის საკათედრო ტაძარი), és una església medieval de la ciutat de Tsalendshija, a la regió de Samegrelo-Zemo Svaneti, a Geòrgia.
La catedral de Tsalendjikha és coneguda per un cicle únic de murals, realitzats en l'anomenat estil romà d'Orient per artistes de Geòrgia invitats pel mestre de Constantinoble.

## Localització
L'església es troba a l'oest de Geòrgia, a la província històrica de Samegrelo (Mingrèlia), a 30 km de Zúgdidi, a la vora del riu Tskhenistskali, en un pujol baix, junt la ciutat de Tsalendjikha.

## Història i arquitectura

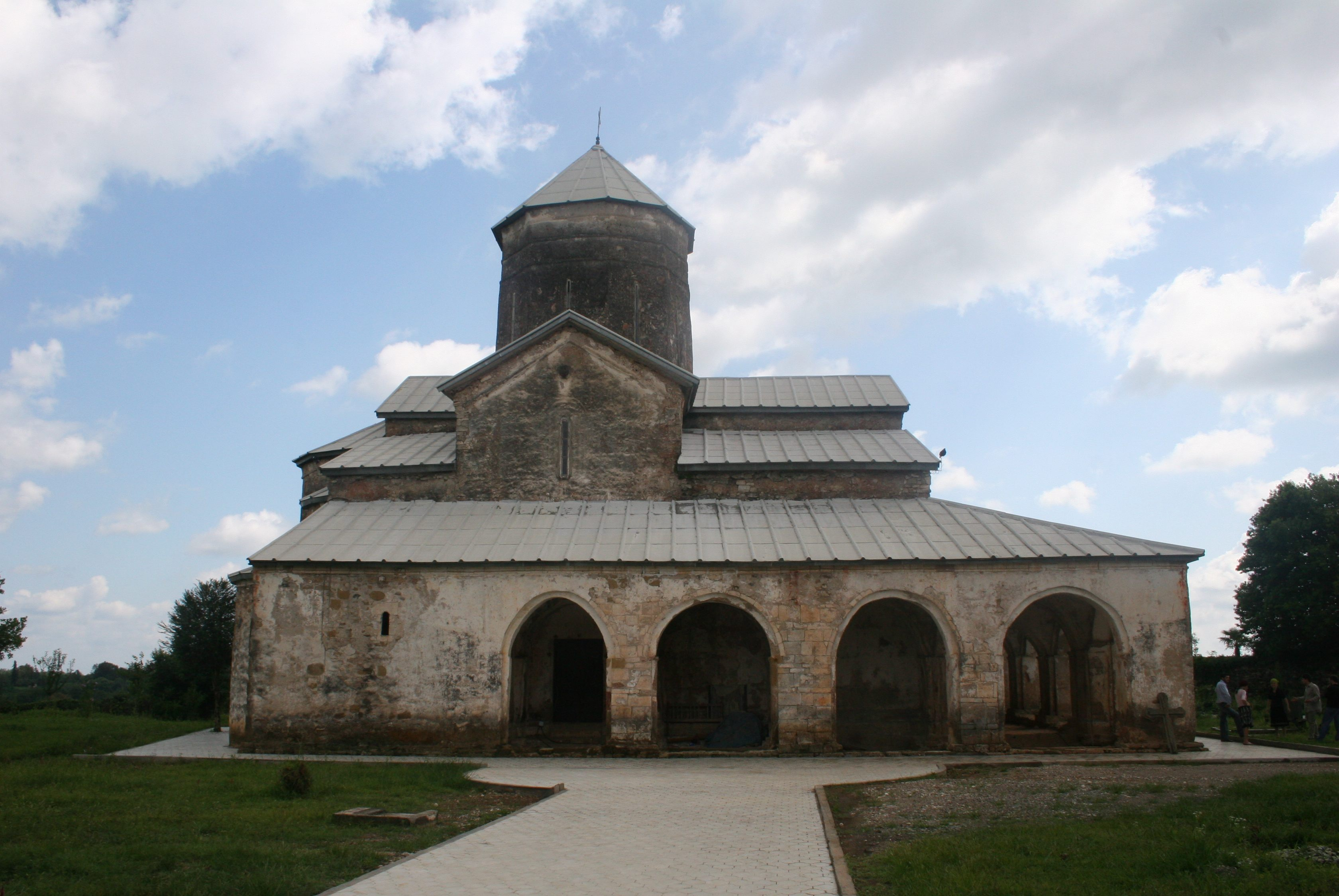
Entrada principal de l'església

Construïda en els segles XII-XIV, la catedral de Tsalendjikha és un església realitzada en creu inscrita i tres galeries d'arcades, de les quals dues són situades als costats sud i nord del temple, i es van transformar en la capella familiar de la família Dadiani, els governants del principat de Mingrèlia. L'edifici està envoltat per un mur amb un campanar de dos pisos a la cantonada nord-oest. A la cantonada occidental del pati es conserven les ruïnes del Palau de Dadiani. A l'oest de l'església es va cavar un passatge subterrani, de 40-50 metres de longitud i 3-4 metres d'alçada. Al segle xix, es va col·locar un nou pis. Entre els anys 1960 i 1980, l'església va ser parcialment reparada i els frescs en mal estat van ser eliminats.

### Murals
Una inscripció bilingüe gregogeorgiana al pilar del sud-oest del temple, diu que el temple està pintat per Manuel Eugènic, un artista romà d'Orient de Constantinoble, contractat per Vamek Dadiani (va regnar 1384-1396), un funcionari georgià d'alt rang (Mandaturrukhutsesi - ministre de l'Interior). A la inscripció georgiana al pilar del nord-oest, s'esmenten d'altres dues persones, Maharobeli Kvabàlia i Andronik Gabisulava, enviades per portar un artista grec a Geòrgia. Al segle xvii, els frescs antics van ser restaurats per ordre del bisbe Eudemon Jaiani, mentre que l'interior de la capella adjacent es va cobrir amb nous frescs per mandat de Levan II Dadiani; d'aquestes addicions pictòriques tardanes, només alguns fragments han arribat al nostre temps: entre ells està el retrat de la família de Leven Dadiani al mur sud de la capella.

Mural al mur sud de Levan II Dadiani i la seva dona

La pintura del mestre Eugenikos és un dels millors exemples del renaixement paleòleg tardà. El programa iconogràfic de la pintura mural de l'església és complex i molt interessant, inclou molts temes que no són habituals en la pintura georgiana medieval. Juntament amb les inscripcions gregues, els frescs en els arcs estan signats en georgià. Pel que sembla, els artistes locals van ajudar el famós mestre grec. Ara els frescs estan en perill d'extinció i necessiten protecció i restauració d'emergència.